# Dicranota (Paradicranota) brevitarsis
Dicranota (Paradicranota) brevitarsis is een tweevleugelige uit de familie Pediciidae. De soort komt voor in het Palearctisch gebied.